# Jemnice
Jemnice település Csehországban, a Třebíči járásban. Jemnice Mladoňovice, Lomy, Báňovice, Dešná, Budíškovice, Třebětice, Staré Hobzí, Lhotice, Radotice, Menhartice, Slavíkovice, Kostníky, Jiratice, Pálovice, Chotěbudice és Budkov településekkel határos. Lakosainak száma 3975 fő (2024. január 1.).

## Népesség
A település lakosságának változását az alábbi diagram mutatja:
| Lakosok száma | 2812 | 3025 | 3486 | 3522 | 4011 | 4307 | 4075 | 4001 | 3958 | 3975 |
|               | 1869 | 1890 | 1921 | 1950 | 1980 | 2001 | 2017 | 2019 | 2022 | 2024 |